# Kemi Adekoya
Oluwakemi "Kemi" Adekoya (* 16. Januar 1993 in Lagos) ist eine bahrainische Hürdenläuferin und Sprinterin nigerianischer Herkunft, die seit 2014 für Bahrain startberechtigt ist. Sie ist Inhaberin des Asienrekordes über 400 Meter Hürden und wurde über diese Distanz 2015 Asienmeisterin und siegte 2014 bei den Asienspielen. 2016 wurde sie zudem Hallenweltmeisterin über 400 Meter und siegte 2014 und 2022 bei den Asienspielen.

## Sportliche Laufbahn
Erste internationale Erfahrungen sammelte Kemi Adekoya beim Leichtathletik-Continentalcup 2014 in Marrakesch, bei dem sie im 400-Meter-Hürdenlauf in 54,70 s den dritten Platz belegte. Anschließend gelang ihr bei den Asienspielen im südkoreanischen Incheon ein Doppelsieg über 400 Meter und 400 Meter Hürden. 2015 gewann sie bei den Arabischen Meisterschaften in Manama in 54,06 s die Goldmedaille über 400 Meter und wurde über die Hürdendistanz Zweite hinter der Marokkanerin Lamiae Lhabze. Daraufhin nahm sie an den Asienmeisterschaften in Wuhan teil und siegte dort im Hürdenlauf in Meisterschaftsrekordzeit von 54,31 s. Damit qualifizierte sie sich für die Weltmeisterschaften in Peking, bei denen sie bereits im Vorlauf disqualifiziert wurde. Ende Oktober siegte sie bei den Militärweltspielen in Mungyeong im Hürdenlauf und wurde mit der Staffel Dritte. 2016 nahm sie an den Hallenasienmeisterschaften in Doha teil und siegte dort mit Meisterschafts und Asienrekord von 51,67 s klar vor der Kasachin Elina Michina und gewann auch mit der bahrainischen 4-mal-400-Meter-Staffel mit neuem Asienrekord von 3:35,07 min die Goldmedaille vor Iran und Jordanien. Daraufhin nahm sie an den Hallenasienmeisterschaften in Portland teil und steigerte dort ihren Asienrekord auf 51,45 s und siegte damit vor der US-Amerikanerin Ashley Spencer. Über 400 Meter qualifizierte sie sich während der Freiluftsaison auch für die Olympischen Spiele in Rio de Janeiro, bei denen sie mit 50,88 s im Halbfinale ausschied.
2017 siegte sie bei den Islamic Solidarity Games in Baku im Hürdenlauf und mit der Staffel und wurde im 400-Meter-Lauf in 51,81 s Zweite hinter ihrer Landsfrau Salwa Eid Naser. Im Jahr darauf nahm sie erneut an den Asienspielen in Jakarta teil und gewann dort mit neuem Spielerekord von 54,48 s die Goldmedaille vor der Vietnamesin Quách Thị Lan. Zudem sicherte sie sich auch mit der gemischten 4-mal-400-Meter-Staffel die Goldmedaille vor Indien und Kasachstan. Im Januar 2019 wurde Adekoya die Verwendung des verbotenen Steroids Stanozolol nachgewiesen und daraufhin gesperrt. Zudem wurden ihre Goldmedaillen bei den Asienspielen vom Vorjahr aberkannt. 2023 siegte sie in 51,02 s über 400 Meter sowie in 54,36 s über 400 Meter Hürden bei den Panarabischen Spielen in Algier und sicherte sich in der 4-mal-400-Meter-Staffel in 3:37,73 min die Silbermedaille hinter dem marokkanischen Team. Im August erreichte sie bei den Weltmeisterschaften in Budapest das Finale und belegte dort mit neuem Asienrekord von 53,09 s den vierten Platz. Ende September siegte sie bei den Asienspielen in Hangzhou in 50,66 s über 400 Meter sowie in 3:14,02 min gemeinsam mit Musa Isah, Yusuf Ali Abbas und Salwa Eid Naser in der Mixed-Staffel. Zudem siegte sie mit neuem Spielerekord von 54,45 s über 400 Meter Hürden und in 3:27,65 min gemeinsam mit Muna Mubarak, Zenab Moussa Ali Mahamat und Salwa Eid Naser mit der Frauenstaffel. Bei den World Athletics Relays 2024 auf den Bahamas verpasste sie mit der Mixed-Staffel eine Direktqualifikation für die Olympischen Spiele in Paris. Anschließend siegte sie in 54,37 s über 400 m Hürden bei den Paavo Nurmi Games und in 53,90 s beim Meeting Madrid sowie in 54,13 s beim Gyulai István Memorial. Im August verzichtete sie dann bei den Olympischen Spielen kurzfristig auf einen Start im Hürdenlauf. Im Jahr darauf gewann sie bei den Asienmeisterschaften in Gumi in 55,32 s die Silbermedaille hinter der Chinesin Mo Jiadie.
Adekoya absolvierte ein Studium für Rechnungswesen an der University of Lagos.

## Konflikt mit dem Nigerianischen Leichtathletikverband
Nach ihrem Nationswechsel Im Frühjahr 2014 kam es zu einem Konflikt mit der Präsidenten des Nigerianischen Leichtathletikverbandes (AFN), Solomon Ogba, der über diesen Vorgang nicht informiert gewesen zu scheint und daraufhin Beschwerde beim Internationalen Weltverband einreichte. Da Adekoya aber nie Mitglied der AFN war, konnte der Verband kein Veto gegen den Transfer einlegen.

## Persönliche Bestzeiten
- 400 m: 50,53 s, 29. September 2023 in Hangzhou
  - 400 m (Halle): 51,45 s, 19. März 2016 in Portland (Asienrekord)
- 400 m Hürden: 53,09 s, 24. August 2023 in Budapest (Asienrekord)